# Tarom
Tarom är Rumäniens nationella flygbolag. Flygbolaget grundades år 1920. Man flyger med 29 flygplan av typerna Airbus A318, ATR 42, ATR 72 och Boeing 737.
Man har flugit bland annat:
- Airbus A310
- Airbus A318
- ATR 42
- ATR 72
- Boeing 707
- Boeing 737